# Салхай
Салхай (Салкай) — остров в Оленёкском заливе моря Лаптевых Северного Ледовитого океана. Административно относится к Республике Саха (Якутия) в России.
Длина острова 6,7 км, ширина 3 км. Расположен в западной части Оленёкского залива, в 40 км на северо-запад от дельты реки Оленёк. Высочайшая точка острова составляет 18 м над уровнем моря. Много небольших озёр и болот. Глубины вокруг острова до 2 м. Широкая песчаная отмель вокруг острова. В 1,5 км на север расположен остров Орто-Ары, который отделён от Салхая проливом Чугас.
Море вокруг этого острова покрыто льдами около девяти месяцев в году, таким образом, что все они сливаются с материком большую часть времени.